# La probabilità statistica dell'amore a prima vista
La probabilità statistica dell'amore a prima vista (Love at First Sight) è un film del 2023 diretto da Vanessa Caswill.

## Trama
Dopo aver perso il volo da New York a Londra, Hadley (Haley Lu Richardson) incontra per caso il giovane Oliver (Ben Hardy). I due entrano subito in sintonia. La ragazza si sta recando nella capitale inglese per partecipare al secondo matrimonio del padre (Rob Delaney) con una donna che non conosce. Oliver invece studia a Yale e deve rientrare a Londra per motivi che in quel momento non rivela.
Dopo essersi imbarcati, i due si ritrovano seduti vicini e la lunga notte che trascorrono insieme in aereo passa in un batter d'occhio, complice anche un'alchimia inaspettata che s'instaura fin dai primi minuti.
All'atterraggio a Heathrow i due sono costretti a separarsi, ritrovarsi nella confusione sembra impossibile. Il ragazzo però lascia a Hadley il suo numero di telefono, solo che prima di memorizzare il numero il telefono di Hadley si scarica. In più deve precipitarsi alle nozze del padre e non ha tempo di aspettare Oliver all'uscita. Dopo la cerimonia, si ricorda che Oliver si doveva recare in un teatro di Peckham, e così sale su un autobus per raggiungerlo. All'arrivo, la ragazza scopre il vero motivo del ritorno di Oliver a Londra.

## Produzione
Nel novembre 2020, Haley Lu Richardson è stata reclutata nel cast del film, basato sul romanzo La probabilità statistica dell'amore a prima vista di Jennifer E. Smith. Nel gennaio 2021, anche Ben Hardy, Dexter Fletcher, Rob Delaney, Sally Phillips e Jameela Jamil si sono aggiunti al cast.

## Distribuzione
Nell'aprile 2022, Netflix ha acquistato i diritti del film. È stato rilasciato in streaming il 15 settembre 2023.

## Accoglienza
Sull'aggregatore di recensioni Rotten Tomatoes ha un indice di gradimento del 80%, con un voto medio di 6,00 su 10 basato su 25 recensioni. 